# Pininfarina Battista
La Pininfarina Battista (chiamata anche con il nome in codice di PF0) è un'autovettura sportiva elettrica prodotta dalla casa automobilistica italo-tedesca Automobili Pininfarina. 
Il nome Battista è un omaggio al fondatore della carrozzeria Pininfarina, Battista Farina. L'auto è stata svelata al pubblico al salone dell'automobile di Ginevra del 2019. La produzione, iniziata il 13 luglio 2022, è limitata a soli 150 unità assemblate nello stabilimento di Cambiano ed equamente esportate in Nord America, Europa, Asia e Medio Oriente.

## Stile
Lo stile della Pininfarina Battista è frutto della collaborazione fra il team di designer di Automobili Pininfarina, e quello di Pininfarina, sotto la direzione di Carlo Bonzanigo.
La linea esterna della vettura rispecchia i canoni della tradizionale filosofia Pininfarina: sposa infatti il principio progettuale che prevede un perfetto equilibrio tra forma e funzionalità. Il design è ispirato a modelli leggendari come la Cisitalia 202 del 1947, alle oltre 100 Ferrari realizzate in collaborazione con Pininfarina e alla concept car Sintesi del 2008.
Gli interni dell'auto, rivestiti in pelle, sono concentrati attorno al guidatore e personalizzabili secondo le esigenze del cliente. Il volante in carbonio è affiancato da due schermi full touch di grandi dimensioni su entrambi i lati: sulla sinistra ci sono i dati di guida e sulla destra l’infotainment. Le informazioni tachimetriche sono invece raccolte in un piccolo schermo centrale. Due rotori comandano il cambio, sulla destra, e la dinamica di guida, sulla sinistra.

## Caratteristiche tecniche

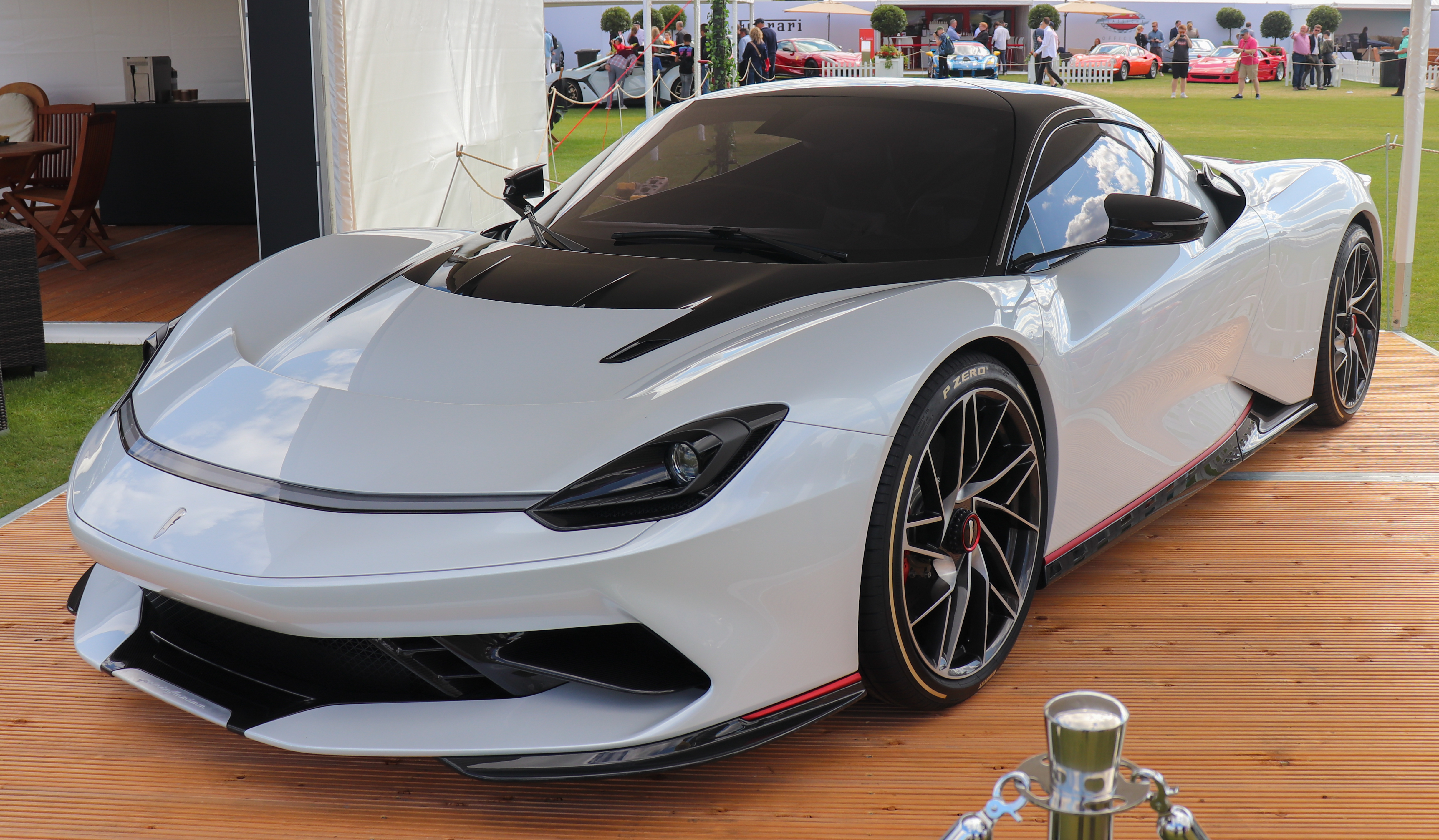
Pininfarina Battista ad un'esposizione privata presso Blenheim Palace

La vettura ha quattro motori elettrici collegati indipendentemente alle quattro ruote motrici e, con una potenza totale di 1900 CV (1400 kW) e 2300 Nm di coppia, sarà l'auto omologata per uso stradale più potente mai progettata e costruita in Italia. La Battista condivide il 40-50% delle componenti tecniche con la Rimac C Two.
Per mantenere in temperatura di esercizio la parte termica del sistema elettrico, l'auto è stata equipaggiata con un sistema di raffreddamento a liquido dotato di cinque radiatori. La capacità delle batterie, fornite dalla Rimac Automobili, è di 120 kWh. Il pacco batteria è a forma di T in modo da adattarsi al tunnel centrale e ai sedili garantendo così un'ottima distribuzione dei pesi. Può essere ricaricato con colonnine ad alta potenza e a corrente continua, consentendo alla vettura di raggiungere un'autonomia di 450 chilometri omologati. I dati rilasciati dalla casa parlano di un'accelerazione da 0 a 100 km/h di circa 2 secondi e da 0 a 300 km/h in meno di 12 secondi, con una velocità massima superiore ai 350 km/h.
L'auto è costruita su un telaio monoscocca in fibra di carbonio con strutture per l'assorbimento degli urti in alluminio nella parte anteriore e posteriore; anche i pannelli della carrozzeria sono in fibra di carbonio per mantenere basso il peso. L'impianto frenante, studiato per le altissime prestazioni, è stato messo a punto dalla Brembo e prevede dischi carbo-ceramici da 390 mm all'anteriore e da 380 mm al posteriore con pinze a 6 pistoncini, progettati per un recupero dell'energia. L’alettone attivo di coda funziona anche da freno aerodinamico.
Il sistema di sospensioni della vettura è regolabile elettronicamente su diversi livelli di settaggio e sarà ottimizzato per il massimo comfort in tutte le condizioni di guida. Gli pneumatici sono Pirelli P Zero Corsa montati su cerchi da 21 pollici.